# اعتضادی (اردستان)
اعتضادی یک روستا در ایران است که در دهستان گرمسیر شهرستان اردستان واقع شده‌است.